# Комоштени (Долж)
Комоштени (рум. Comoșteni) насеље је у Румунији у округу Долж у општини Ганђова. Oпштина се налази на надморској висини од 45 m.

## Становништво
Према подацима из 2002. године у насељу је живело 1249 становника.

### Попис2002.
| Расподела становништва по националности 2002.‍ | Расподела становништва по националности 2002.‍ | Расподела становништва по националности 2002.‍ | Расподела становништва по националности 2002.‍ | Расподела становништва по националности 2002.‍ |
| --------------------------------------------- | --------------------------------------------- | --------------------------------------------- | --------------------------------------------- | --------------------------------------------- |
|                                               |                                               |                                               |                                               |                                               |
| Румуни                                        | Румуни                                        |                                               | 1.071                                         | 85,8%                                         |
| Роми                                          | Роми                                          |                                               | 177                                           | 14,2%                                         |